# Enciklopedija Jugoslavije
Die Enciklopedija Jugoslavije (Enzyklopädie Jugoslawiens) ist eine in der SFR Jugoslawien in 2 Ausgaben erschienene mehrbändige Nationalenzyklopädie, die vom Jugoslawischen Lexikographischen Institut herausgegeben wurde.

## Vorläufer
In Osijek erschienen in den Jahren 1887 und 1890 2 Bände der auf 6 Bände geplanten Hrvatska Enciklopedija – Priručni rječnik sveobćega znanja (bis zum Stichwort Gzel, Petar), die von Ivan Zoch (1843–1921) und Josip Mencin (1856–1900), Professoren am Gymnasium von Osijek, herausgegeben wurde.
Stanoje Stanojević (1874–1937) veröffentlichte zwischen 1925 und 1929 in Zagreb die Narodna enciklopedija srpsko-hrvatsko-slovenačka (= Serbisch-kroatisch-slowenische Volks-Enzyklopädie) in zwei Ausgaben mit vier bzw. fünf Bänden, eine in kyrillischer und eine in lateinischer Schrift. Das Werk gilt als erste jugoslawische Enzyklopädie.
In den Jahren 1941 bis 1945 erschienen in Zagreb 5 Bände der Hrvatska Enciklopedija (bis zum Stichwort Elektrika). Chefredakteur war Mate Ujević (1901–1967), der später in leitender Funktion am Jugoslawischen Lexikographischen Institut tätig und an der Erstellung der Ersten Ausgabe der Enciklopedija Jugoslavije beteiligt war.

## Erste Ausgabe der Enciklopedija Jugoslavije

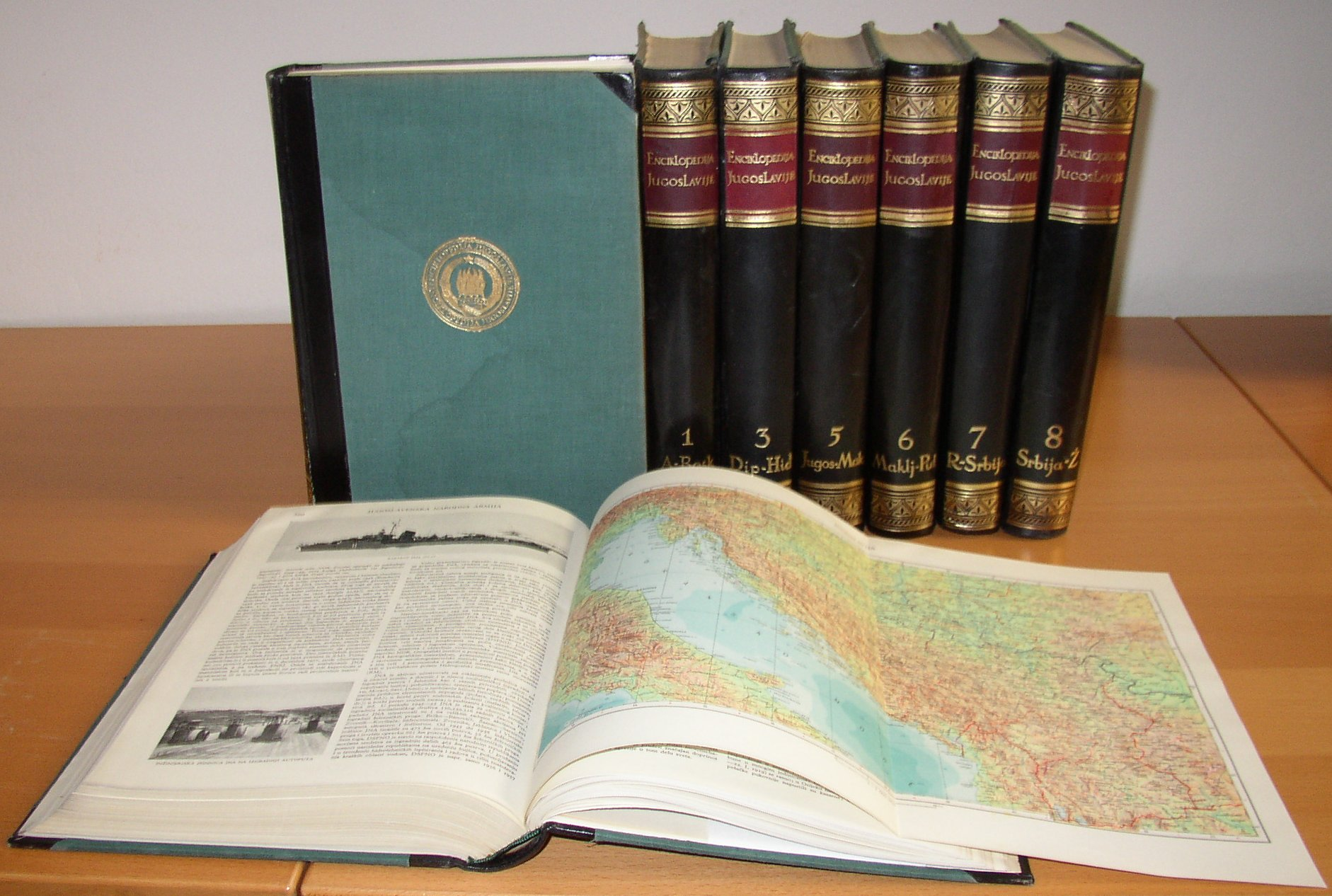
1. Ausgabe der Enciklopedija Jugoslavije

Die erste Ausgabe der Enciklopedija Jugoslavije (in serbokroatisch/Lateinschrift) erschien in den Jahren 1955 bis 1971 in 8 Bänden.
| Übersicht der Bände                         | Übersicht der Bände                         | Übersicht der Bände                         | Übersicht der Bände                         |
| Erste Ausgabe der Enciklopedija Jugoslavije | Erste Ausgabe der Enciklopedija Jugoslavije | Erste Ausgabe der Enciklopedija Jugoslavije | Erste Ausgabe der Enciklopedija Jugoslavije |
| Band                                        | Jahr                                        | Erster Artikel                              | Letzter Artikel                             |
| ------------------------------------------- | ------------------------------------------- | ------------------------------------------- | ------------------------------------------- |
| 1                                           | 1955                                        | Abadžiev, Đorđi                             | Boskovec                                    |
| 2                                           | 1956                                        | Bosna i Hercegovina                         | Dionizije Stariji                           |
| 3                                           | 1958                                        | Diplomatija                                 | Hiđa, Đuro                                  |
| 4                                           | 1960                                        | Hilandar                                    | Jugoslavija                                 |
| 5                                           | 1962                                        | Jugoslavija                                 | Makedonski jazik (časopis)                  |
| 6                                           | 1965                                        | Makljenovac                                 | Puttar Gold, Nada                           |
| 7                                           | 1968                                        | Rab                                         | Srbija                                      |
| 8                                           | 1971                                        | Srbija                                      | Žužemberk                                   |

## Zweite Ausgabe der Enciklopedija Jugoslavije
Die Zweite Ausgabe der Enciklopedija Jugoslavije erschien ab 1980 und war auf 12 Bände geplant. Neben der Hauptausgabe in serbokroatisch/Lateinschrift erschienen Übertragungen in 5 weiteren Sprach/Schrift-Varianten. Im Zuge der Auflösung Jugoslawiens wurde das Projekt 1991 eingestellt. Von der Hauptausgabe waren zu diesem Zeitpunkt die Bände 1 bis 6 erschienen.
| Übersicht der Bände der Hauptausgabe         | Übersicht der Bände der Hauptausgabe         | Übersicht der Bände der Hauptausgabe         | Übersicht der Bände der Hauptausgabe         | Übersicht der Bände der Hauptausgabe         |
| Zweite Ausgabe der Enciklopedija Jugoslavije | Zweite Ausgabe der Enciklopedija Jugoslavije | Zweite Ausgabe der Enciklopedija Jugoslavije | Zweite Ausgabe der Enciklopedija Jugoslavije | Zweite Ausgabe der Enciklopedija Jugoslavije |
| Band                                         | Jahr                                         | Erster Artikel                               | Letzter Artikel                              | ISBN                                         |
| -------------------------------------------- | -------------------------------------------- | -------------------------------------------- | -------------------------------------------- | -------------------------------------------- |
| 1                                            | 1980                                         | Aachenski Mir                                | Bizzius, Marin                               | –                                            |
| 2                                            | 1982                                         | Bjedov, Đurđa                                | Crna Gora                                    | –                                            |
| 3                                            | 1984                                         | Crna Gora                                    | Đuzel, Bogomil                               | –                                            |
| 4                                            | 1986                                         | Eberst, Anton                                | Hrvat (glasilo)                              | –                                            |
| 5                                            | 1988                                         | Hrvati                                       | Janjušević, Gojko                            | ISBN 86-7053-013-9                           |
| 6                                            | 1990                                         | Japodi                                       | Katlanovska Banja                            | ISBN 86-7053-024-4                           |

| Übersicht der Sprach/Schrift-Varianten       | Übersicht der Sprach/Schrift-Varianten       | Übersicht der Sprach/Schrift-Varianten       | Übersicht der Sprach/Schrift-Varianten       | Übersicht der Sprach/Schrift-Varianten       | Übersicht der Sprach/Schrift-Varianten       |
| Zweite Ausgabe der Enciklopedija Jugoslavije | Zweite Ausgabe der Enciklopedija Jugoslavije | Zweite Ausgabe der Enciklopedija Jugoslavije | Zweite Ausgabe der Enciklopedija Jugoslavije | Zweite Ausgabe der Enciklopedija Jugoslavije | Zweite Ausgabe der Enciklopedija Jugoslavije |
| Sprache/Schrift                              | Name                                         | Bd. 1 erschien                               | Bde                                          | bis Buchst.                                  | ISBN                                         |
| -------------------------------------------- | -------------------------------------------- | -------------------------------------------- | -------------------------------------------- | -------------------------------------------- | -------------------------------------------- |
| serbokroatisch Lateinschrift                 | Enciklopedija Jugoslavije                    | 1980                                         | 6                                            | Kat                                          | ISBN 86-7053-024-4                           |
| serbokroatisch Kyrillische Schrift           | Енциклопедија Југославије                    | 1983                                         | 2                                            | Вод                                          | ISBN                                         |
| slowenisch                                   | Enciklopedija Jugoslavije                    | 1983                                         | 4                                            | Hrv                                          | ISBN 86-7053-018-X                           |
| mazedonisch                                  | Енциклопедија на Југославија                 | 1983                                         | 2                                            | Вип                                          | ISBN                                         |
| albanisch                                    | Enciklopedia e Jugosllavisë                  | 1984                                         | 2                                            | Cif                                          | ISBN                                         |
| ungarisch                                    | Jugoszláv enciklopédia                       | 1985                                         | 1                                            | Boc                                          | ISBN                                         |

Die mazedonische und albanische Variante waren die ersten in den jeweiligen Sprachen veröffentlichten Enzyklopädien.